# ビューアルッテ
ビューアルッテ（VIEW ALTTE）は、株式会社ビューカード（2010年1月31日までは東日本旅客鉄道（JR東日本）カード事業部）がJR東日本の駅などに設置するATMである。
アルッテとは「歩いて」を意味する西関東方言から取られている。2004年から『名称が分かり難い』というビューカード会員らの要望に応える形で「VIEW ATMコーナー」と併記したものに看板を改修しているほか、記者・対外発表などで紹介するときは、「JR東日本の駅のATMコーナー」という説明を付す。

## 概要
ビューカード発行当初から「始発から終電まで」を合言葉に、概ね設置駅における列車の運行時間帯に合わせ稼働している。例えば、山手線内駅での設置機の稼働時間は朝4時20分頃～深夜1時30分頃である。
機器の保守管理はジェイアール東日本情報システムと共同で行っている。
2021年7月からみずほ銀行との共同利用を開始。同銀行が提携している金融機関のキャッシュカードも利用が可能となり、約560行のキャッシュカードが利用できるようになった。

## 沿革
- 2004年1月19日：東日本旅客鉄道（JR東日本）は郵便貯金と提携して、預金引出と残高照会のサービスを開始した[3][4]。
- 2018年7月9日：りそな銀行及び埼玉りそな銀行と提携して、預金引き出しと残高照会のサービスを開始した[5]。
- 2021年7月11日：みずほ銀行と提携して、本ATMの共同利用を開始[1][2]。

## 種類・機種
1990年代から設置されている「ビューカードATM」(沖電気製ATM21シリーズなど)・現金自動支払機の「ビュー・キャッシュイン」と、2001年から設置が開始したCP21V(沖電気製)カスタマイズ機を使用した「ビューアルッテ」の3種類が有った。
2004年度までにビュー・キャッシュインの全数が「ビューアルッテ」に置き換えられ、2006年に「ビューカードATM」の全数が「ビューアルッテ」に置き換えられている。
なお、「ビューアルッテ」で「Suicaチャージ」（ビューカードのクレジット決済によるSuicaへの入金）などの利用が開始されたのは、2003年の非接触ICカード対応改修を終えた機器からで、それ以前は自動切符売り場のカード発売機のみで取り扱われていた。

## 主なサービス

### 現金の引き出し
- ビューカードでの貸付金の引き出し
- 提携クレジットカード、ローンカードによる貸付金の引き出し。
- 提携している銀行等の預貯金の引き出し（残高照会）。

提携金融機関・貸金会社カードは、提携先の定める時間帯に限って利用できる。

### ビューカード専用取引
- ビューカード利用残高(ショッピング・キャッシング)の現金返済。
- ビューカードによるSuicaの取引、設定。

VIEW SuicaカードやSuica機能付き提携カードの特典ポイント引き換えによるSuicaチャージ。
VIEW Suicaカードによる「オートチャージ」（予め適用残高と入金額を設定したSuicaへの自動入金）の設定取引。
VIEW SuicaカードやSuica機能付き提携カードのSuica部分の払い戻し（更新、解約時）。
Suicaチャージを行ったときの履歴表示は設置駅や設置場所最寄りのJR東日本の駅名が表示されるが、JR東日本沿線外に設置のATMでチャージした場合は沿線外のATMである旨しか表示されない。
当初、Suicaの取引はSuica利用可能エリア内に設置の端末でのみ可能であったが、最近ではエリア外の端末でも利用できるようになっている。（但し、下記の福岡設置分は設置当初より利用できた）
入金やサンクスチャージの取引は、システム運営の都合上、6時から23時までに限って利用できる。

### その他の注意
- 「ビュー・キャッシュイン」では、ビューカードでのキャッシング以外の利用は不可。
- 「ビューアルッテ」でのビューカード決済によるSuicaチャージは、ビュースイカに内蔵されたSuicaだけでなく、別のSuicaに対しても利用でき、りんかいSuicaやモノレールSuicaも対象となるが、Suica以外の交通系ICカードへのチャージはできない。
- 入場記録のある（出場していない）VIEW Suicaカードは、改札外にあるビューアルッテではチャージができない（エラー扱いとなる）。
- 新型機種(CP21Z)・旧型機種(CP21X)は、ビューカード返済取引の際に硬貨の入金はできない(お釣りに硬貨は出る。ただし下記の金種のみなので注意)。
- 旧々型(CP21V)・旧型・新型を問わず、お釣りや出金に使われる紙幣と硬貨は「1」の付く金種のみである(1円玉・10円玉・100円玉・1,000円札・10,000円札)。
- 入金の場合、現金の収納を完了してからカードと明細票が出るため、事前に最小枚数になるよう準備しておくとスムーズに取引ができる(旧型の場合で1枚につき3秒程度の時間を要するため、50枚の入金で3分以上かかってしまう)
- 次回引落分の繰上返済を行った場合、返済時期によっては口座引落の取消が出来ないため、次回引落日に口座引落がされて二重に返済されてしまうことがある。その場合、口座から引き落とされた金額は当月中に引落口座に返金される。この旨は次回引落分の繰上返済を行う際に画面に表示がされる。
- ICキャッシュカード非対応のため、JRE BANK利用時を含め、磁気ストライプでの取引となる。また、磁気ストライプが内蔵されていない一部のカードでは取引不能である（後述の三菱UFJ銀行、三井住友銀行、住信SBIネット銀行の一部カード等）

## 設置場所
JR東日本の駅構内、駅ビル、ビックカメラ店舗を中心に設置されている。
- JR東日本の駅
  - 関東エリア
    - 赤羽駅、日暮里駅、水道橋駅、渋谷駅、五反田駅、神田駅、田端駅、高田馬場駅、田町駅、目黒駅、代々木駅、池袋駅、新宿駅、品川駅、東京駅、上野駅、浜松町駅、大塚駅、恵比寿駅、大崎駅
    - 茅ケ崎駅、辻堂駅、戸塚駅、平塚駅、中山駅、小田原駅、新秋津駅、北朝霞駅、府中本町駅、武蔵新城駅、武蔵溝ノ口駅、越谷レイクタウン駅、南越谷駅、武蔵小杉駅、武蔵中原駅、川崎駅、横浜駅
    - 川越駅、新松戸駅、我孫子駅、宇都宮駅、勝田駅、金町駅、取手駅、那須塩原駅、東十条駅、日立駅、水戸駅、南千住駅、土浦駅、高崎駅、前橋駅、十条駅、柏駅、北千住駅、大宮駅、浦和駅、南浦和駅、武蔵浦和駅、小山駅、上尾駅、熊谷駅
    - 空港第2ビル駅、浅草橋駅、海浜幕張駅、木更津駅、新木場駅、蘇我駅、成田空港駅、西船橋駅、舞浜駅、幕張本郷駅、四街道駅、成田駅、千葉駅、船橋駅
    - 国立駅、高円寺駅、西荻窪駅、東中野駅、武蔵境駅、高尾駅、立川駅、吉祥寺駅、八王子駅

  - 甲信越・東伊豆エリア
    - 長岡駅、新潟駅、ガーラ湯沢駅、甲府駅、長野駅、松本駅、熱海駅、伊東駅

  - 東北エリア
    - 会津若松駅、秋田駅、一ノ関駅、いわき駅、山形駅、郡山駅、仙台駅、福島駅、新青森駅、八戸駅[注釈 1]、盛岡駅、米沢駅[注釈 1]、青森駅
- その他
  - JR北海道の駅
    - 札幌駅東コンコース南口、札幌駅西改札外、新千歳空港駅改札外、函館駅西口

  - ビックカメラ
    - 池袋本店2階、有楽町店1階、新宿西口店2階、新宿東口店地下1階、赤坂見附駅店1階、立川店1階、ラゾーナ川崎店2階、新横浜店、名古屋駅西店A館1階、名古屋JRゲートタワー店9階、天神2号館1階

## 提携先

### 信販・クレジットカード会社・消費者金融
2001年の「ビューアルッテ」の展開に合わせ、それまでビューカードのみ利用が可能であったものを、UCカードのCD提携網に接続する事によって、UCカードとCD提携をしている信販・クレジットカード各社が発行するカードによるキャッシングが可能となった。その後、UCと提携していない消費者金融専業各社（プロミス・オリックス・クレジット等）がJR東日本と直接提携し、同様にキャッシングが可能となった。
ただし、2010年2月のビューカードへの業務移管に伴い、三菱東京UFJ-VISA（現：三菱UFJ-VISA）など銀行系クレジットカードの一部において、銀行法等の兼ね合いでキャッシングの取り扱いを終了したものもある。

### 預貯金の引き出し
引き出し手数料として利用毎に110円、および所定の時間帯には時間外手数料が必要となる。なお、太字で示した金融機関については、引き出し手数料が無料となる時間帯が存在する（2023年5月現在）。基本的には規模の小さい銀行又は店舗数の少ない銀行は手数料の優遇を受ける事ができる。
なお、2021年7月12日よりみずほ銀行とのATM分野業務提携に伴い一部金融機関を除き、ビューアルッテと直接連携していない金融機関であったとしても「みずほ銀行ATM」で取引可能な金融機関のキャッシュカードならみずほ銀行経由によるMICS扱いとして対応する。

#### 一般銀行
JR東日本のホームページも参照。
- 三菱UFJ銀行
23:55～0:05と当行のシステムメンテナンスを除く、毎日ほぼ全時間帯（当然、ビューアルッテ自体の営業時間内）で利用できる。電話投票専用口座（JRAを除く）は取引不可。スーパーICカード＜セキュリティタイプ＞、ICキャッシュカード＜セキュリティタイプ＞は磁気ストライプ取引ができない為、取引はできない。
- 三井住友銀行
2018年4月2日付で平日8時45分～18時は110円、それ以外の時間帯（土日祝日含む）は220円に改定。
なお平日・土曜の23時55分～翌0時05分、日曜の21時～翌7時は取引できない。
なおOliveフレキシブルペイのキャッシュカードはATM用の磁気ストライプ未搭載のため取引不可となる
- みずほ銀行　（平日8時45分～18時は無料）
2021年7月12日より平日8時45分～18時は0円、それ以外の時間帯（土日祝日含む）は110円に改定。
またみずほマイレージクラブ・みずほSuicaカードによる手数料優遇の特典は利用できない。
以下の時間帯は取引できない
全日0:00~8:00
平日23:00~24:00
土日祝21:00~24:00
- りそな銀行（平日8時45分～18時は無料）
2018年7月9日より平日8時45分～18時は0円、それ以外の時間帯（土日祝日含む）は110円に改定。
ただし23:55～0:05当行のシステムメンテナンスの時間帯は取引できない。
りそなクラブのステージがパール以上の場合時間外手数料110円が無料となり無料開放となる[8]
- 埼玉りそな銀行（平日8時45分～18時は無料）
2018年7月9日より平日8時45分～18時は0円、それ以外の時間帯（土日祝日含む）は110円に改定。
ただし23:55～0:05当行のシステムメンテナンスの時間帯は取引できない。
埼玉りそなクラブのステージがパール以上の場合時間外手数料110円分が無料となり無料開放となる[9]。
- ゆうちょ銀行[4]

- きらぼし銀行（平日8時45分～18時は無料）
「KIRABOSHI CLUB CARD (JCB/VISA)（旧TOMIN CLUB CARD(JCB/VISA)）」による手数料優遇の特典は利用できない。
合併前に発行された八千代銀行のキャッシュカード及び合併後に旧八千代銀行店舗が発行したカードは2020年5月6日のシステム統合まで使用できなかった。

- 神奈川銀行（平日8時45分～18時まで無料）
2023年5月31日までは手数料割引期間として引き出し手数料110円割引となる。

- 青森みちのく銀行（平日8時45分～18時は無料）
2024年までは旧：青森銀行との提携だったが、2025年1月1日に旧：青森銀行が旧：みちのく銀行を合併したのを機に旧：みちのく銀行のキャッシュカードでも利用可能となった。

- 横浜銀行（平日8時45分～18時は無料）
手数料割引期間として引き出し手数料110円割引となる（2016年7月31日までは引き出し手数料無料）。
出金時間は、毎営業日23:50～0:05以外と当行のシステムメンテナンスの時間帯以外なら取引可能。
ゼロ手数料の優遇が適用されている口座は最大月3回まで優遇となる。
- 山梨中央銀行
ビューアルッテ運営会社事業継承に伴う対応準備のため、2010年2月1日より同行カードを利用することはできなかった[10]（2011年12月16日利用再開[11]）。取扱時間は当行のATM稼働時間同様、8:00～21:00となる。
- 千葉銀行
ひまわり宣言のステージに応じて手数料優遇が受けられる。
現金引き出しは、ほぼ24時間利用可能。
ただし、毎週日曜日の午後9時から月曜日の朝の午前8時まで引き出す事ができない。
- 千葉興業銀行
ちば興銀ポイントクラブ「コスモスクラブ」のステージにより手数料優遇が利用できる。
- 常陽銀行
常陽ポイントクラブによる手数料優遇の特典は利用できない。
- 京葉銀行
当行が提供するポイントサービスの条件を満たす口座は手数料優遇が受けられる。
- 武蔵野銀行
一定の取引条件を満たす口座の場合は手数料優遇が受けられる。
- 東日本銀行
- SBI新生銀行
24時間利用可能で、スタンダードステージは全連携ATM合算月5回まで無料※超過後110円
シルバーステージ以上は回数制限なく手数料無料である。
- 北海道銀行[12]
24時間利用可能。道銀取引優遇サービス「ステップDo」による手数料優遇の特典は利用できない。
- 荘内銀行
一定の条件を満たせば、手数料のキャッシュバックを受ける事ができる場合がある。
- 北都銀行
- 足利銀行
「あしぎんポイントサービス」による手数料優遇の特典は利用できない。

#### 新たな形態の銀行（ネット銀行など）
- 楽天銀行[13]
個人に限り会員ステージに応じて一定回数まで手数料無料。
JRE BANKについては、回数無制限で無料。
- 住信SBIネット銀行
会員ステージに応じて一定回数まで手数料無料。取引状況に応じて、他の提携ATMの利用を含めて1ヶ月あたり2回から20回までの制限が設定され、これを越えた場合は時間内でも有料となる。2016年1月までは、ビューアルッテ提携銀行の中で初めて、24時間利用可能で、終日引き出し手数料が無料だった。ただし、2022年からリニューアル発行されたプラチナデビットカード(MasterCard)については、キャッシュカードに対応する磁気ストライプがつけられていないため、使用不可とされている。2025年5月28日23:29を以て接続を終了し、翌5月29日よりすべてのカードが利用不可となる予定。
- イオン銀行
会員ステージに応じて一定回数まで手数料無料。24時間利用可能。

#### 信用金庫
全国の信用金庫261金庫のうち、227金庫と提携（その他の信用金庫は、みずほ銀行経由によるMICS扱いでの対応となる）。

#### 信用組合
全国の信用組合148組合のうち96組合と提携（その他の信用組合のうちMICS接続組合は、みずほ銀行経由によるMICS扱いでの対応となる）。

#### 労働金庫
全国の労働金庫のカードローンを除くカード利用が24時間利用可能で、終日引き出し手数料が無料。